# Beur

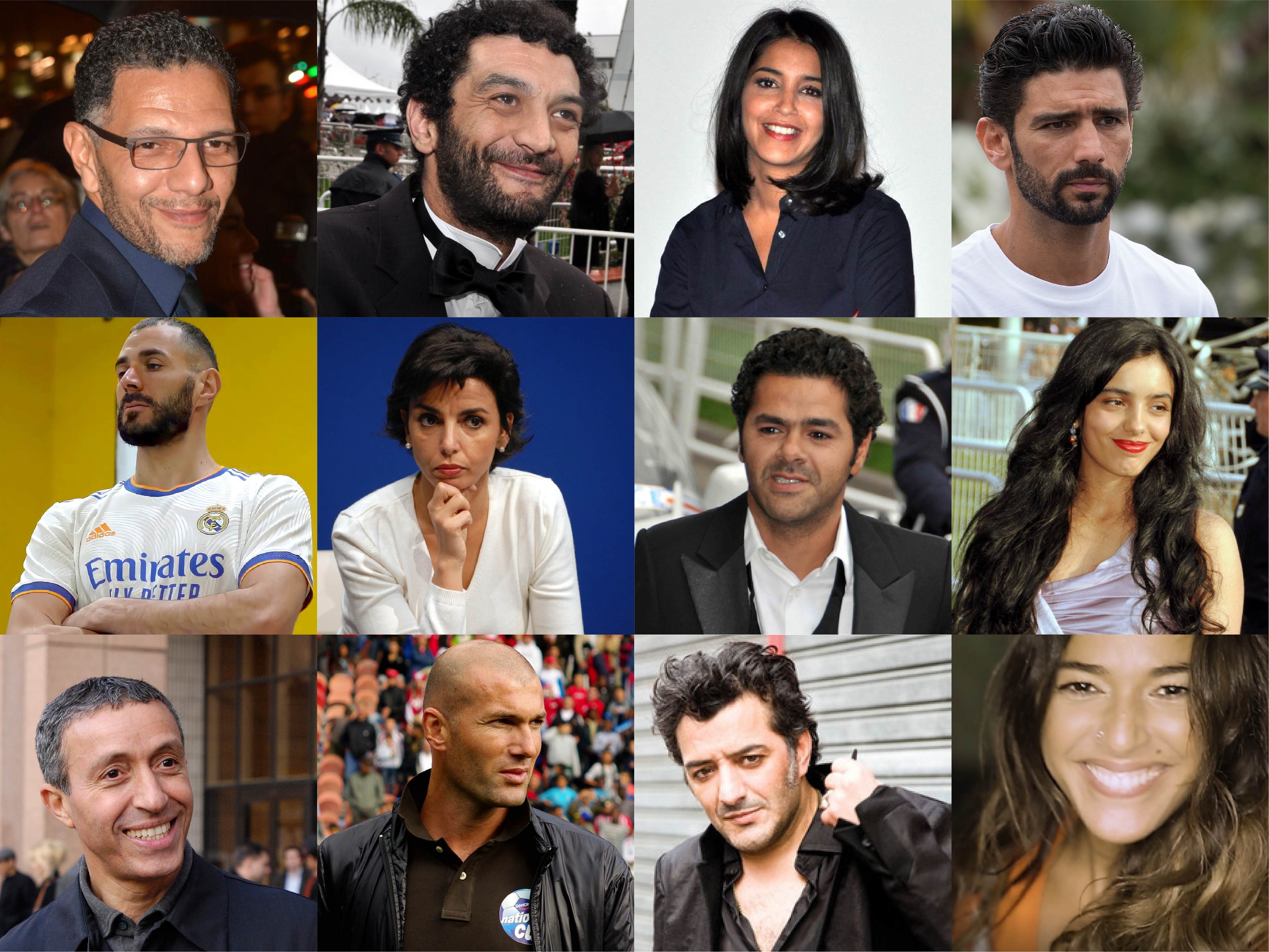
Französische Berühmtheiten beurs oder beurettes
----
Roschdy Zem · Ramzy Bedia · Leïla Bekhti · Salim Kechiouche
Karim Benzema · Rachida Dati · Jamel Debbouze · Hafsia Herzi
Azouz Begag · Zinedine Zidane · Rachid Taha · Nâdiya

Beur oder weiblich Beurette ist ein französischsprachiger Ausdruck für Araber – insbesondere nordafrikanischer Herkunft – in Frankreich. Er entstammt der jugendlichen Spielsprache Verlan, ist aber in den allgemeinen Sprachgebrauch eingegangen. Wie beim Verlan üblich, ist der Begriff durch Umkehrung der (französisch ausgesprochenen) Silben gebildet worden: ‚arabe‘ wird zu ‚a-ra-beu‘, umgedreht zu ‚beu-ra-a‘, dies zusammengezogen zu ‚beur‘.
Der Begriff bezeichnet den Nachwuchs der Immigranten aus Algerien, Marokko und Tunesien (Maghreb) in Frankreich, die entweder als Kinder nach Frankreich gekommen sind oder dort bereits als Angehörige der zweiten Immigranten-Generation geboren wurden. Durch Integrationsprobleme und – nicht immer freiwillige – Ghettoisierung hat sich unter den Beurs unter anderem eine eigene literarische, musikalische wie filmische Subkultur (Cinéma Beur) gebildet.
In den 1980er Jahren entstand der Ausdruck Black, blanc, beur („schwarz, weiß, arabisch“) in Anlehnung an das „Bleu, blanc, rouge“ der Trikolore. Dieser Ausdruck sollte die Multiethnizität Frankreichs unterstreichen. Es entstand eine Jugendlichen-Show-Tanz-Gruppe gleichen Namens, rekrutiert aus jungen Arbeitslosen aus den Pariser Vororten verschiedener Hautfarbe, die auch in Deutschland erfolgreich gastierte. Beliebt war und ist dieser Begriff auch im Zusammenhang mit der französischen Fußballnationalmannschaft. Der Frauenfußball zeigt es auch ebendort: Den Europapokal gewann Olympique Lyon 2011 mit einem Team aus fünf oder sechs jungen „Beur“-Frauen.
Da ‚beur‘ in den allgemeinen Sprachgebrauch eingegangen ist, wird es im Verlan selbst wiederum zu ‚rebeu‘ verdreht.